# Mavronéri Potamós
Mavronéri Potamós är ett vattendrag i Grekland. Det ligger i den norra delen av landet, 270 km norr om huvudstaden Aten.